# Pharmacis carna
Pharmacis carna is een vlinder uit de familie van de wortelboorders (Hepialidae). De wetenschappelijke naam van de soort is voor het eerst geldig gepubliceerd door Denis & Schiffermüller in 1775.
De soort komt voor in Europa.